# Shadow Fight (série de jeux vidéo)
Shadow Fight est une série de jeux vidéo de combat développés par Nekki. Chaque jeu se déroule en Extrême-Orient et met en scène des combats d'arts martiaux entre des combattants qui sont généralement des silhouettes. Le premier volet est initialement sorti en tant que jeu Facebook, avant de donner lieu à deux suites disponibles en tant que jeux mobiles free-to-play. 

## Jeux

### Shadow Fight
Shadow Fight est un jeu de combat sur Facebook développé par Nekki. Il est sorti le 12 février 2011. Les joueurs s'opposent à d'autres joueurs dans des combats en ligne, en utilisant des sorts magiques, des armes à longue portée et des outils de combat à mains nues, mais peuvent aussi se battre sans armes. Shadow Fight était disponible sur Facebook en anglais, russe, allemand, français, italien, portugais et turc.
Le jeu a continué à être disponible jusqu'aux mois précédant la sortie mondiale de Shadow Fight 3. Le 16 août 2017, les développeurs ont annoncé sur Twitter que les serveurs du Shadow Fight original seraient fermés le 29 septembre 2017, que les transactions en jeu ne seraient plus acceptées et que les joueurs qui ouvriraient le jeu devraient recevoir 900 000 rubis comme cadeau d'adieu. Cependant, en raison de la demande populaire, Nekki a retardé la fermeture d'un mois, jusqu'au 27 octobre 2017, et le jeu n'était plus jouable après cette date.

### Shadow Fight 2
Shadow Fight 2 est le deuxième volet de la trilogie Shadow Fight. Sorti dans le monde entier en 2014 pour les appareils mobiles et porté sur les ordinateurs et les consoles de huitième génération des années plus tard, la suite est plus axée sur l'histoire et son intrigue concerne un grand guerrier qui cherche à inverser une malédiction qui l'a transformé en ombre après avoir accidentellement ouvert la Porte des Ombres, libérant de puissants démons dans son monde qu'il doit maintenant vaincre après avoir rassemblé force, compétences et équipement. Cette étape est montrée dans une vidéo après que le joueur ait ouvert les portes de l'ombre dans lesquelles le joueur doit vaincre les six démons. Quand le joueur arrive finalement à la destination de l'aventure du jeu, c'est quand il affronte les six gardes du corps de Titan nommés Assasin, Maître, Corsaire, Empereur, May...

### Shadow Fight 3
Shadow Fight 3 est un jeu de combat de type action-RPG développé par Nekki. Il a été annoncé en avril 2016 avec une sortie prévue à l'automne de la même année. Après de nombreux bêta-tests, le jeu est sorti au Canada le 17 juillet 2017, en Inde le 27 octobre 2017, puis dans le monde entier le 16 novembre 2017. Il est jouable dans de nombreuses langues.
Contrairement à ses prédécesseurs, Shadow Fight 3 n'utilise pas de silhouettes pour représenter les combattants. Au lieu de cela, ils sont représentés par des personnages tridimensionnels plus vrais que nature dans un environnement richement animé. Les joueurs accumulent une jauge pendant le combat, ce qui leur permet de passer temporairement en "forme d'ombre". Cela leur permet d'utiliser des capacités d'ombre, qui dépendent de l'équipement et de la faction du joueur. Les objets sont acquis sous la forme de cartes à collectionner qui peuvent être gagnées ou achetées.
Le jeu se déroule des années après les événements de Shadow Fight 2. Il existe trois factions ; le joueur commence le jeu dans Legion, qui utilise principalement des armes européennes comme des épées et des marteaux et a des attaques lentes mais puissantes. Plus tard, il s'échappe vers Dynasty, qui a un style de combat plus rapide, plus acrobatique et utilise des armes de toute l'Asie comme le nunchaku et le guandao (en). La dernière faction principale est Heralds, qui a des attaques plus précises et principalement des armes japonaises comme le naginata et le katana (dont il existe deux variantes : le katana normal et ceux utilisés d'une manière similaire au iaidō). 